# Pauline Bryan
Pour les articles homonymes, voir Bryan.
 (novembre 2020).
Pauline Christina Bryan, baronne Bryan de Partick est une écrivaine écossaise et militante socialiste. Elle est nommée pair à vie par le chef du parti travailliste, Jeremy Corbyn, en mai 2018. Le 20 juin, elle est créée baronne Bryan de Partick, de Partick dans la ville de Glasgow.

## Biographie
Bryan fait partie du Red Paper Collective, un groupe de militants travaillistes qui visent à offrir une alternative du point de vue du mouvement travailliste au « débat stérile entre nationalistes et syndicalistes » au sujet des référendums sur l'indépendance écossaise. Bryan critique le livre de Neil Findlay sur sa candidature à la direction du Parti travailliste écossais, Socialism & Hope: A journey through turbulent times, pour le Morning Star en 2017. Dans sa critique, Bryan écrit que l'élection de Jeremy Corbyn à la tête du Parti travailliste « était une bouée de sauvetage pour la gauche. Il a reconstruit les amitiés et l'enthousiasme. (...) Aux élections de 2017, nous avons vu les débuts d'un parti travailliste écossais renouvelé et d'une base militante renouvelée qui, indépendamment de ce que pensaient leurs députés et députées, s'engageaient dans un parti travailliste radical. »
Bryan est membre fondatrice de la Keir Hardie Society et est l'éditrice du livre de 2015 What would Keir Hardie Say?. Elle est également membre fondatrice de la Campagne pour le socialisme.